# Cláudio Sander
Claudio de Mello Sander (Santa Vitória do Palmar, 30 de janeiro de 1958) é um compositor, saxofonista, flautista, arranjador e professor brasileiro.

## Prêmios e indicações

### Prêmio Açorianos
| Ano  | Categoria                                        | Indicação          | Resultado |
| ---- | ------------------------------------------------ | ------------------ | --------- |
| 2005 | Disco de Música Instrumental                     | Gato e Sapato      | Venceu    |
| 2005 | Compositor de Música Instrumental                | Cláudio Sander     | Indicado  |
| 2005 | Instrumentista/Intérprete de Música Instrumental | Cláudio Sander     | Indicado  |
| 2010 | Instrumentista de Música Instrumental            | Cláudio Sander     | Indicado  |
| 2010 | Disco de Música Instrumental                     | Samba Influenciado | Indicado  |